# 高田松原

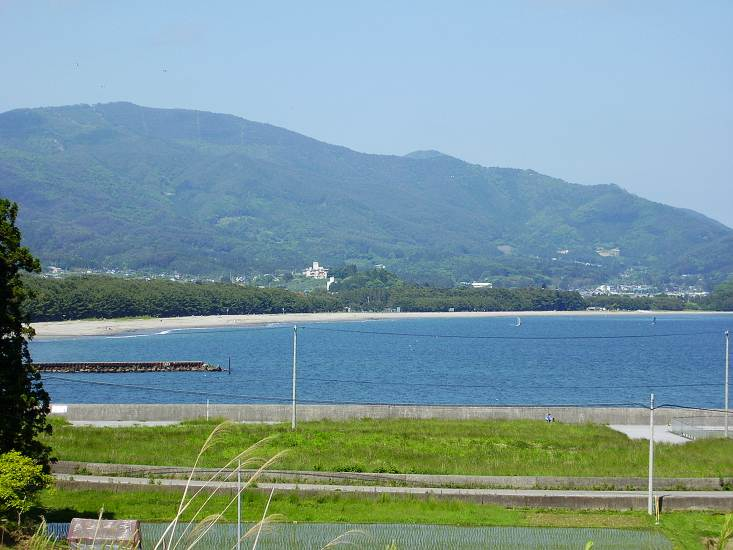
震災被害を受ける前の高田松原（2007年6月3日撮影）

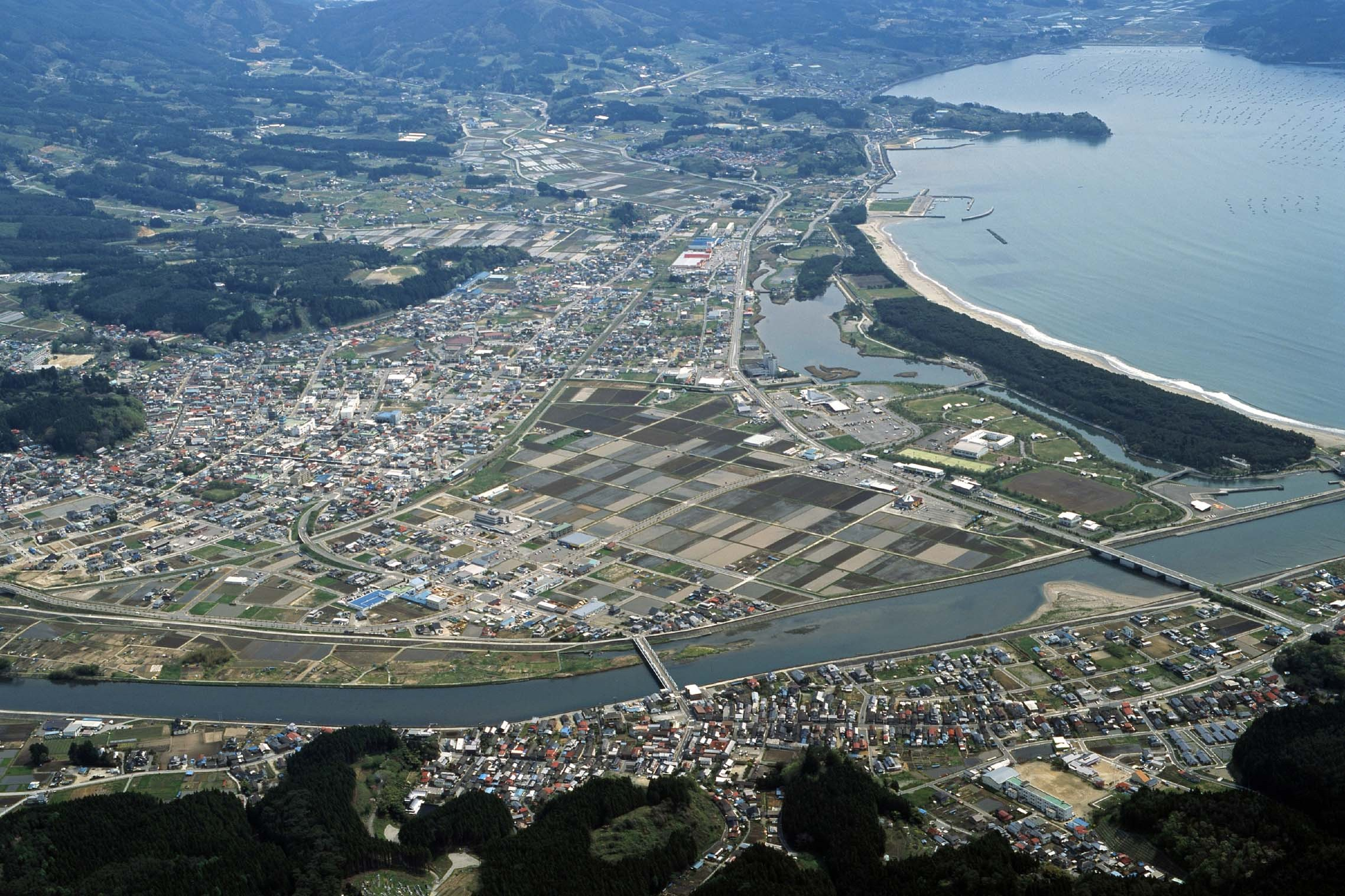
被災前の高田松原と陸前高田市街地

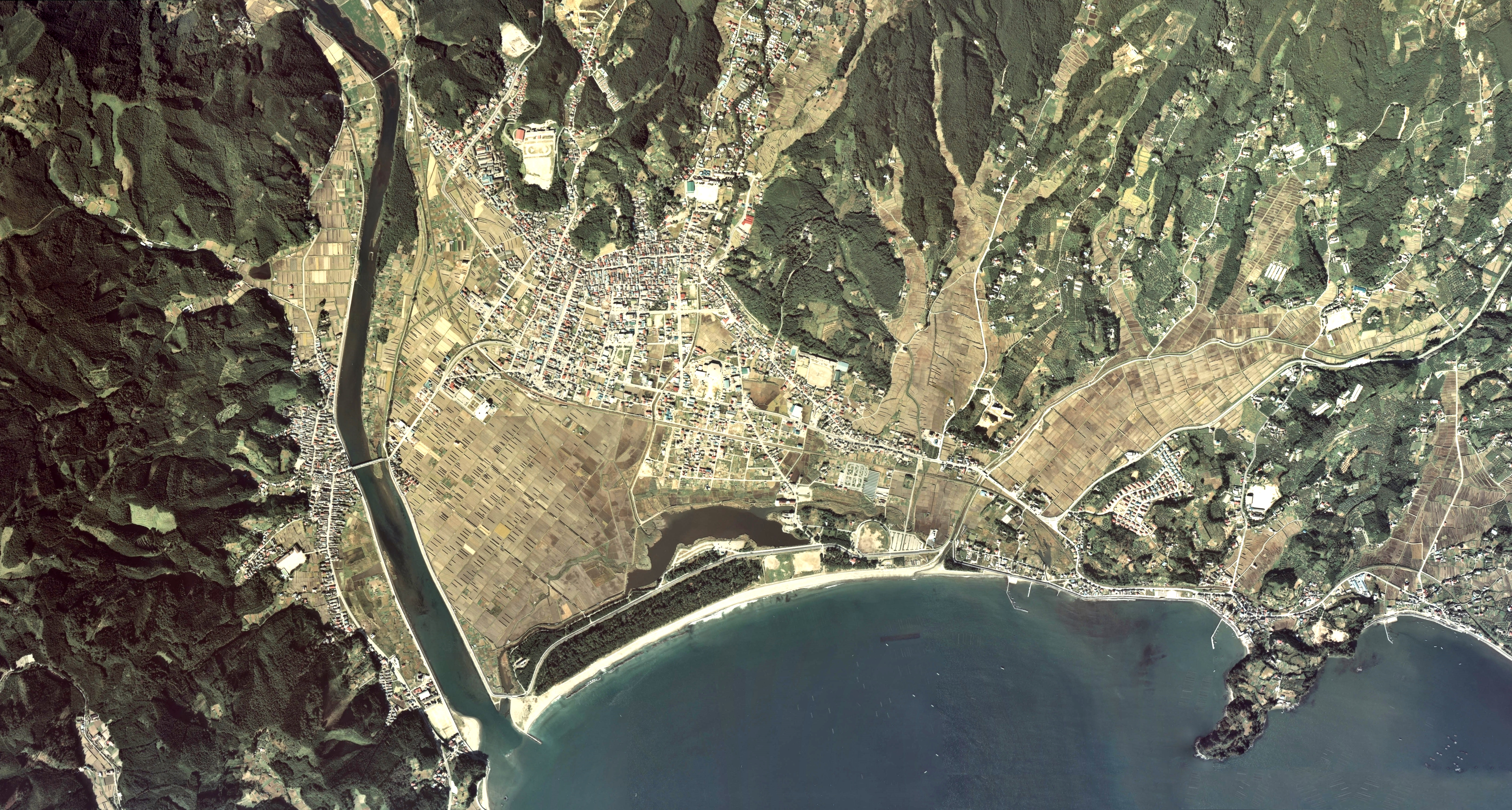
震災前の高田松原と陸前高田市中心部周辺の空中写真。1977年撮影の4枚を合成作成。
。

高田松原（たかたまつばら）は、岩手県陸前高田市気仙町の太平洋（広田湾）岸にある松原である。以下、本項において「松原」と略記する。
かつては約7万本の松が2キロメートルの砂浜に茂っていたが、東日本大震災（2011年）による津波で奇跡の一本松を残して壊滅した。その後、植樹による再生が4万本を目指して進められ、2021年5月18日に完了した。

## 歴史
松原は江戸時代の1667年（寛文7年）から1673年（延宝元年）にかけて、山際の高田・気仙川沿いの今泉両地区の防災のために高田の豪商・菅野杢之助によって植栽され、仙台藩と住民の協力によって6,200本のクロマツが植えられた。しかし半数が枯れてしまったため、さらに18,000本のクロマツを補植。その後、享保年間（1716年 - 1736年）には松坂新右衛門による増林が行われ、その後も陸前高田に住む人たちによって植えられた、クロマツとアカマツからなる合計7万本もの松林は、仙台藩・岩手県を代表する防潮林となり、景勝の一つであった。その白砂青松の景観は世に広く評価されていた。石川啄木と金田一京助は、盛岡中学（現・岩手県立盛岡第一高等学校）時代に行った徒歩による遠足の終点として当地を選んだ。
国の名勝や陸中海岸国立公園（現・三陸復興国立公園）に地域指定され、様々な環境評価・施設評価の選定地となり、2009年（平成21年）には104万人の観光客が訪れるなど観光地としても賑わっていた。また高田松原海水浴場は、ウィンドサーフィンやヨット、ボートなどマリンスポーツも盛んな場所であった。

## 東日本大震災による被災

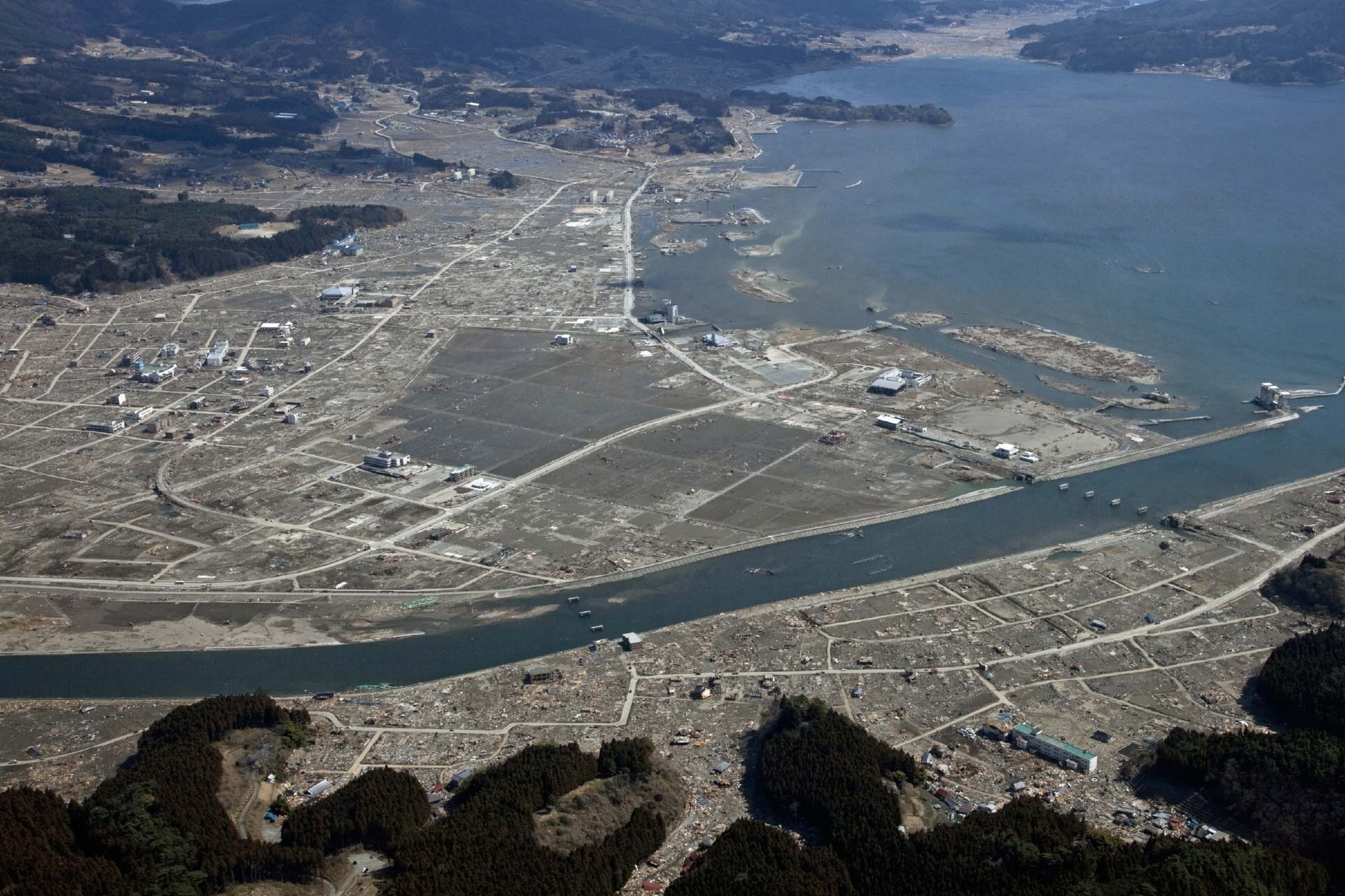
津波により壊滅した高田松原と陸前高田市街地

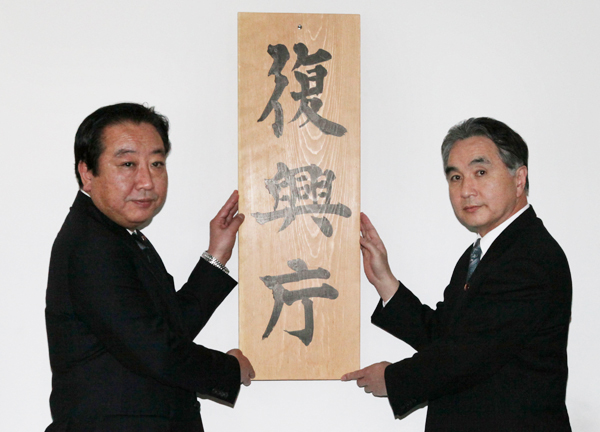
復興庁の看板掛けを行う内閣総理大臣野田佳彦（左）と復興大臣平野達男（右）。2012年2月10日、三会堂ビルにて。

松原の防潮林はたびたび津波に見舞われてきた。近代以降で代表的なものとしては、1896年（明治29年）6月15日の明治三陸津波、1933年（昭和8年）3月3日の昭和三陸津波、1960年（昭和35年）5月24日のチリ地震津波がある。これらの津波のたびに、松原は防潮林として市街地への被害を防いできた。
しかし、2011年（平成23年）3月11日の東日本大震災（東北地方太平洋沖地震）では、10メートルを超える大津波に呑み込まれ、ほぼ全ての松がなぎ倒され壊滅した。また砂浜も津波や地盤沈下で9割が失われた。
一方、文化庁は「地形が残っている」として名勝の指定を継続した。
倒れた松の一部はボランティアの手で薪として販売され、売り上げは復興資金として寄付される予定であった。一部は、清水寺の大日如来坐像に使用されたものの、2011年8月16日の京都・五山の送り火の薪として使用される予定が、福島第一原子力発電所の事故による放射性セシウムが検出され、二転三転した末に使用中止になったり、2011年9月には成田山新勝寺で被災松を護摩木としておたき上げすることに対し抗議が多数寄せられたりするなど、復興支援と放射能汚染への不安の間でしばしば議論を呼んだ。
2012年2月10日、東日本大震災の復興政策を統括する復興庁が発足し、本庁の看板にはなぎ倒された松原の松が使われた。同年7月2日から、郵便事業陸前高田支店において、奇跡の一本松を図案化した風景印の使用が始まった。同年10月1日からは、陸前高田郵便局郵便分室で同図案の風景印を引き継いで使用している。また、東日本大震災の復興費用に充てる「個人向け復興応援国債」の購入者に対して贈呈する記念貨幣のうち、第3次発行分の一万円金貨3デザインのうち1デザインの表面と、第1次から第4次発行分の各貨幣の裏面には、共通で奇跡の一本松があしらわれている。

### 奇跡の一本松

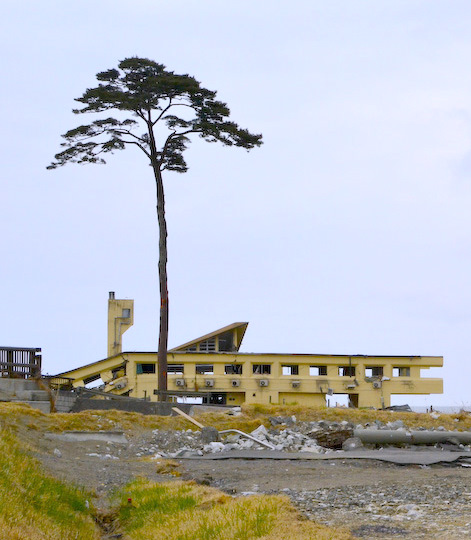
震災の津波に耐えた奇跡の一本松。背後に見えるのは被災した陸前高田ユースホステル（2011年5月6日撮影）。

東日本大震災の際、約7万本あった中で奇跡的に1本の松が倒れずに残り、震災直後から復興のシンボルと捉えられ、「奇跡の一本松」「希望の松」「ど根性松」などと通称されるようになった。
しかし、この松の周囲の土壌は大地震による地盤沈下で海水がしみ込み塩分過多の状態になったため、同年4月末の時点では健康だったものの、徐々に生育状態が悪化していった。新葉が出ず、葉の褐色化が進んだことから、5月20日には根元に活性剤を撒く処置がとられ、6月5日には傷ついた幹を保護するためにこも巻きが行われた。しかし、一時は新芽も確認され回復の兆しが見られたものの、新芽の多くが変色し衰弱が進んだ。2011年10月の調査では、海水で根がほとんど腐っており再生不可能と判断され、保護を事実上断念。接ぎ木を育てるなど苗木を移す計画が検討された。2012年7月には一度切断して内部に防腐処理を施しつつ金属製の心棒を通すという形で保存することが発表された。
2012年9月12日、最後に残った松の木が伐採された。切られた松は防腐処理を施した上で元の場所に戻す復元工事が行われ、2013年7月に完成式典が行われた。なおこの一本松の復元事業費約1億5000万円は陸前高田市による募金運動により賄われた。
陸前高田市のマスコットキャラクター「たかたのゆめちゃん」の耳は、松原の松をイメージしており、住所は「希望の一本松ノ上」という設定である。

### 海岸災害復旧工事・砂浜再生事業
2013年3月から大船渡土木センターによる海岸災害復旧工事が始まった。防潮堤として広田湾側に第一線堤（延長1,903メートル、高さ海抜3メートル、震災前：高さ海抜3メートル）、古川沼側に第二線堤（延長2,023メートル、高さ海抜12.5メートル、震災前：高さ海抜5.5メートル）が建設された。浜田川河口には水門が新たに建設され、津波で被害を受けた人工リーフも1,200メートルに渡って復旧された。2016年12月をもって完成。
海岸砂浜再生事業も2016年から始まった。松原の砂浜は気仙川から流れてきた土砂が堆積してできたもので、自然の堆積による回復を待つと数百年かかると推定されたためである。砂浜は1,750メートルにわたって再生する計画となり、2015年に試験的に200メートルが施工され、2017年にさらに800メートル延長、2019年に完了した。
2021年にはシャワー室やトイレなど付帯設備の整備を実施、同年4月に砂浜を一般開放し、7月17日に海開きを実施。震災以来11年ぶりの海開きとなった。

### 高田松原再生工事・植樹

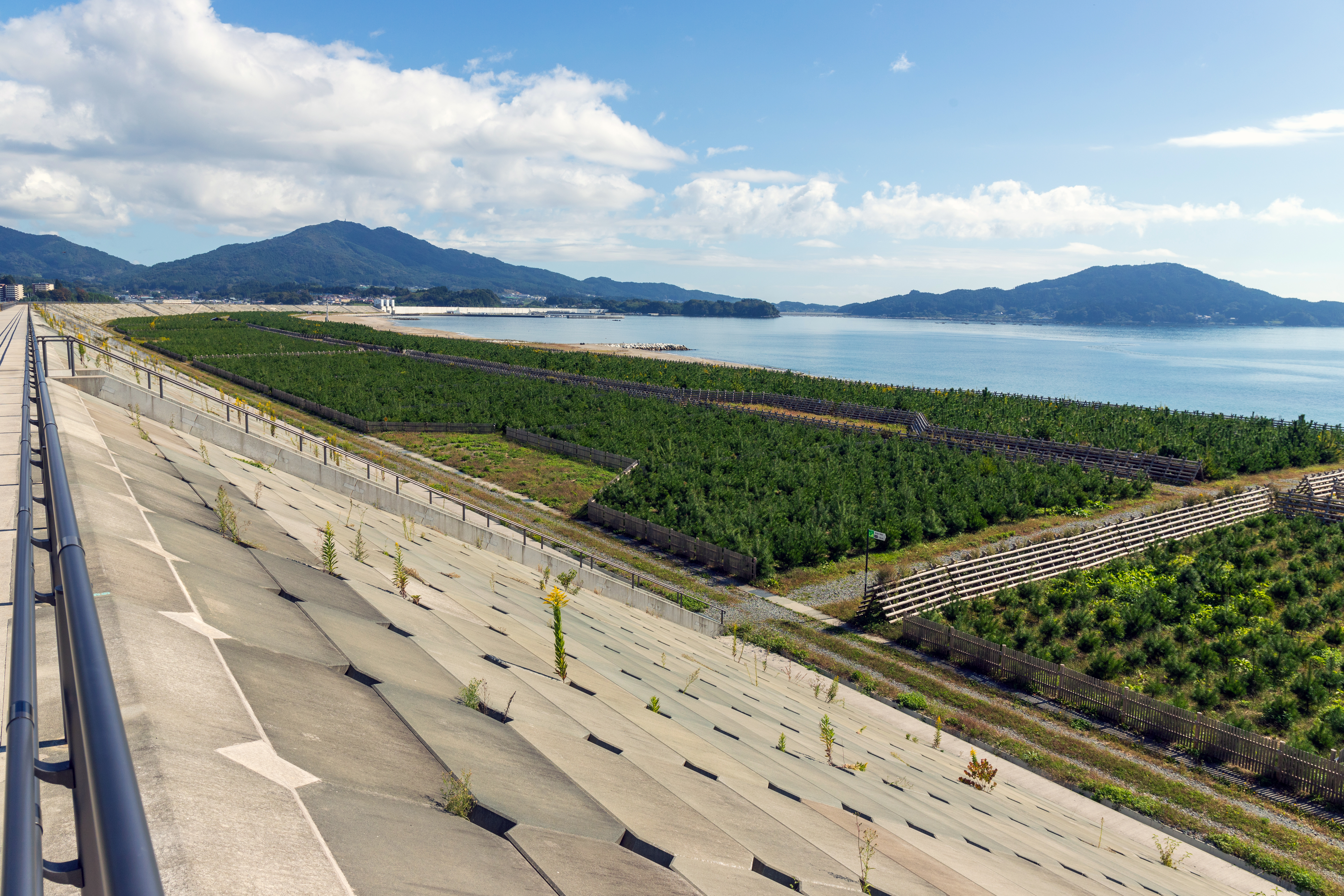
再植林が完了した松原（2022年10月14日撮影）

海岸災害復旧工事、海岸砂浜再生事業の他に、第一線堤と第二線堤の間に松を植樹して松原を復元する計画が立てられた。それに先立って、大船渡農林振興センター所管部分による松の生育に適した地盤を整備する工事が行われた。内容としては、延長約1.9キロメートル、一番広いところで幅約100メートルの区域に土砂を運搬して敷均する盛土工事、管理路の整備、雨水を排水する側溝の整備、苗木を強風から防ぐための柵の設置工事といったものである。
以上の工事が終わった上で苗木の植栽が行われた。約9ヘクタールの敷地に県とNPO法人「高田松原を守る会」を主体としたボランティア（それぞれ3万本、1万本）と共同で海側にクロマツ、陸側にアカマツを植えた。一般財団法人ベターリビングがこのプロジェクトに関し、ボランティアが植樹する苗木の育成・提供を行った。植栽された苗木の中には、震災前年にクリスマスの飾り物用に地元の女性が高田松原で拾い集めて保管していた松ぼっくりの種を、寄託された森林総合研究所材木育種センター東北育種場が育てた600本のほか、奇跡の一本松から接ぎ木した苗も含まれている。
- ボランティアによる植樹の経緯
  - 2017年 - 約3,000本が植樹。
  - 2018年 - 約3,500本が植樹。
  - 2019年 - 約2,100本を植樹。
  - 2020年 - 新型コロナウイルスの影響で中止。
  - 2021年5月18日をもって10,000本の植樹を達成。

松原が震災前と同じ光景に戻るまでには、約50年の歳月がかかると見込まれている。
2002年に設置されて震災で流出した名勝の碑は、陸前高田ロータリークラブが費用を負担して岩手県に寄贈する形で高田松原津波復興祈念公園に再設置され、2022年10月11日に除幕式が開かれた。
松原を含む周辺一帯については高田松原津波復興祈念公園として整備され、東日本大震災津波伝承館（愛称「いわてTSUNAMメモリアル」）や道の駅高田松原が新設された。震災当時の惨状をそのまま展示する震災遺構としては、陸前高田ユースホステル・旧道の駅高田松原（「タピック45」）・旧気仙中学校・下宿定住促進住宅などが保存されており、一部については内部の見学も可能となっている。

## 評価
- 1927年（昭和2年）8月1日：「日本百景」（大阪毎日新聞社、東京日日新聞社）の一つに選定される[36]。
- 1930年（昭和5年）8月30日：「東北10景」（河北新報社）の一つに選定される[36]。
- 1940年（昭和15年）11月13日：国（文部省）指定の名勝となる（名義「名勝高田松原」）[36]。
- 1958年（昭和33年）1月1日：「新日本百景」（『週刊読売』）の一つに選定される[36]。
- 1964年（昭和39年）6月1日：陸中海岸国立公園（1955年5月2日指定。環境庁）の追加指定地域となる[36]。
- 1982年（昭和57年）8月2日：「東北観光地60景」（東北郵政局）の一つに選定される[36]。
- 1983年（昭和58年）5月18日：「日本の名松100選」（日本の松の緑を守る会）の一つに選定される[36]。
- 1986年（昭和61年）
  - 4月19日：「森林浴の森100選」（緑の文明学会、社団法人日本公園緑地協会）の一つに選定される[26]。
  - 10月1日：「ポエティックいわて」（岩手日報社）の一つに選定される[36]。
- 1987年（昭和62年）1月10日：「日本の白砂青松100選」（日本の松の緑を守る会）の一つに選定される[36]。
- 1989年（平成元年）7月28日：「日本の都市公園100選」（緑の文明学会、日本公園緑地協会）の一つに選定される[36]。
- 1996年（平成8年）
  - 7月10日：「日本の渚100選」（大日本水産会）の一つに選定される[36]。
  - 7月19日：「海と緑の健康地域」（厚生省、建設省）の一つに選定される[36]。
- 2006年（平成18年）10月27日：「日本の歴史公園100選」（日本公園緑地協会等からなる都市公園法施行50周年等記念事業実行委員会）の一つに選定される[36]。

## 交通アクセス
- 岩手県交通・宮城交通「陸前高田駅」下車、徒歩30分。
- 東日本旅客鉄道（JR東日本）大船渡線BRT「奇跡の一本松駅」下車、徒歩10分。
- 東北自動車道一関インターチェンジから県道19号・国道343号・国道340号経由で約90分。

## 関連する名所・旧跡・施設など
- 古川沼
- 高田松原公園
- 高浜虚子句碑：松原の中央部に建立されている。俳人・高浜虚子が日本百景の選定審査委員として訪れた際に詠んだ句「草臥せて 即ち憩う 松落葉」が刻まれている[37]。
- 石川啄木歌碑：過去に2度津波によって失われ、そのたびに再建されている。1958年7月21日[38]に建立された最初の歌碑は『一握の砂』より採られた「いのちなき砂のかなしさよ／さらさらと／握れば指のあひだより落つ」であったが、1960年のチリ地震津波で流失した。1966年7月21日[38]に2代目の歌碑が建てられたが、2011年の東日本大震災津波で失われた。3代目となる歌碑は石川啄木没後百年記念事業実行委員会が製作し、2013年11月14日に除幕された。碑面には犠牲者への想いを込めて、同じ『一握の砂』より「頬につたふ／なみだのごはず／一握の砂を示しし人を忘れず」が採用された[39][40]。
- 海と貝のミュージアム：貝殻5,000種、60,000点を展示していた水族館。陸前高田駅から徒歩10分、国道45号沿いに所在していたが、震災で被災し閉館[41]。同じく震災で全壊した陸前高田市立博物館と合築の形で、2022年秋に陸前高田市中心市街地に移転・再オープンした[42][43]。